# Андреев, Николай Николаевич (депутат)
Никола́й Никола́евич Андре́ев (1871—1930) — русский общественный деятель и политик, член I Государственной думы от Вологодской губернии.

## Биография
Православный. Из потомственных дворян Вологодской губернии. Землевладелец той же губернии (2182 десятин в Вологодском, Грязовецком и Кадниковском уездах).
В 1891 году окончил Александровский лицей с чином IX класса и поступил на службу в Государственную канцелярию сверхштатным чиновником. В 1894 году был зачислен в штат и назначен в отделение Свода законов.
Выйдя в отставку в чине коллежского советника, вернулся в родную губернию и посвятил себя общественной деятельности. Избирался почетным мировым судьей по Вологодскому уезду (с 1897), вологодским уездным и губернским (1903—1908) предводителем дворянства. Дослужился до чина статского советника. В 1906 году организовал и возглавил Вологодский отдел «Союза 17 октября».
26 марта 1906 года был избран членом I Государственной думы от общего состава выборщиков Вологодского губернского избирательного собрания. Входил во фракцию Мирного обновления. Подписал заявление по вопросу об амнистии.
После роспуска Государственной думы 2-го созыва вернулся в Вологду. В 1912 году оставил службу, продал свои имения и купил четыре дома в Вологде.
Умер в 1930 году. Похоронен на Новодевичьем кладбище Санкт-Петербурга.

## Семья
Был женат на Лидии Анатольевне урождённой Гизетти — родственнице И. С. Тургенева, имел четверых детей.